# José Ramón Rodil y Campillo
José Ramón Rodil y Campillo, Virrei de Navarra, Marqués de Rodil i Vescomte de Trobo (Lugo, 5 de febrer de 1789 - Madrid, 20 de febrer de 1853). Militar espanyol.
Durant la Guerra del Francès es trobava cursant els seus estudis a la Universitat de Santiago de Compostel·la. Com en altres centres universitaris, es van formar pels claustres unitats de voluntaris per combatre l'invasor, enquadrant-se Rodil en el Batalló Literari  el 1808.
Va passar al Perú amb el Regiment de l'Infant; i poc després d'arribar al Callao va ser ascendit a comandant (1817). Destacat a la ciutat d'Arequipa amb la missió d'organitzar un batalló, es va traslladar amb els seus reclutes a la petita illa de l'Alacran, davant el port d'Arica. Després d'un rigorós entrenament, al capdavant d'ells va marxar a reforçar les unitats realistes de la guarnició de Xile.
Va participar en els combats de Talca, Cancha Rayada i Maipú. En retornar a Lima va ser ascendit a coronel (1820) i destinat a les forces acantonades a la fortalesa del Callao.
Acabat el conflicte va continuar la seva carrera militar amb destinació a Amèrica amb el grau d'oficial, fins que la batalla d'Ayacucho (1824) va posar final al virregnat peruà. Però Rodíl encara mantindria la presència espanyola a la zona dos anys més tard durant el setge del Callao. Va tornar a la península el 1826 com Mariscal de Camp després d'haver defensat El Callao en la Fortalesa del Real Felipe i pels seus mèrits militars se li va atorgar el 1831 el títol nobiliari de Marqués de Rodil.
Unit als liberals, amb ocasió de la reorganització militar portada a terme per la Regent Maria Cristina de Borbó a la mort de Ferran VII, va ser encarregat de perseguir i capturar el pretendent al tron Carles Maria Isidre de Borbó, germà del difunt rei, però la tasca va ser debades en estar aquest refugiat a Portugal. Durant la Primera Guerra Carlista va ser nomenat General en Cap de l'Exèrcit del Nord i últim virrei de Navarra (1836-1843), enfrontant-se a Zumalacárregui que el va derrotar i va provocar la seva fulminant destitució.
Posteriorment va tenir diverses destinacions administratives fora del front de batalla com a Capità General. Home de confiança de Baldomero Espartero, quan aquest va assolir la Regència el 1840 el va nomenar President del Consell de Ministres. Anteriorment havia estat Ministre de la Guerra, Diputat i Senador.
Casat amb Gràcia Medinaceli Borbón (que va viure 113 anys), van tenir una filla, Rita Rodil i Medinaceli, casada amb Joaquín Aguirre Echagüe Marquès de Parabere.
Gran Mestre Maçó des de 1837 fins a 1851. Avi de l'actor Fernando Aguirre.

## Obres
- Manifiesto y causa del Teniente Jeneral Marqués de Rodil. Documentos importantes a la época contemporánea, publicados por él mismo. Madrid, 1838.
- Memoria del sitio del Callao, editado en Madrid, en 1955, por la Escuela de Estudios Hispanoamericanos.